# ريتا فيردونك
ريتا فيردونك (بالهولندية: Rita Verdonk)‏ (ولدت في 18 أكتوبر، 1955) سياسية هولندية، كانت قائدة حزب الشعب للحرية والديمقراطية (VVD) لبعض الوقت ثم أسست بعد ذلك حزب فخورون بهولندا (Trots).